# Alfred Wohl
Alfred Wohl (ur. 3 października 1863 w Grudziądzu, zm. 25 grudnia 1939 w Sztokholmie) – niemiecki chemik pochodzenia żydowskiego.

## Życiorys
Studiował chemię na Uniwersytecie w Heidelbergu i Uniwersytecie Humboldtów w Berlinie (1882–1886). Doktoryzował się w Berlinie w 1886 r. na podstawie dysertacji pt. Methylaldehyd und seine Derivate; jego promotorem był August Wilhelm von Hofmann. W latach 1887–1904 pracował w przemyśle cukrowniczym. W 1891 r. uzyskał habilitację na uniwersytecie w Berlinie i uzyskał tam stanowisko Privatdozent w laboratorium Emila Fischera, a w 1901 r. został tam profesorem. Od 1904 r. do emerytury był profesorem i dyrektorem Laboratorium Chemii Organicznej w Technische Hochschule Danzig, a w latach 1913–1915 był rektorem tej uczelni. W 1933 r. został zmuszony przez nazistów do przejścia na emeryturę. W 1938 wyemigrował do Sztokholmu, gdzie następnego roku zmarł.
Miał wiele osiągnięć w obszarze chemii organicznej i fizycznej. Opracował metody degradacji cukrów oraz otrzymywania optycznie aktywnego aldehydu glicerynowego, badał enzymy odpowiadające za procesy fermentacyjne. Opracował także metody wytwarzania sztucznego miodu. Zbadał wiele ważnych związków organicznych. Wykazał skuteczność pięciotlenku wanadu jako katalizatora utleniania różnych związków organicznych. Ponadto miał duży wkład w rozwój teoretycznej chemii organicznej.
Otrzymał tytuły doktora honoris causa Technische Hochschule Hannover (1928) i Landwirtschaftliche Hochschule Berlin (1931). W 1931 r. został członkiem Niemieckiej Akademii Przyrodników Leopoldina. Był członkiem Gesellschaft Deutscher Chemiker, a w 1933 r. został jego prezesem.
W 1888 r. ożenił się z Augustą Peters, mieli pięcioro dzieci. Jeden z synów, Kurt Wohl (1896–1962), został także profesorem chemii; prześladowany z powodu pochodzenia wyjechał w 1939 r. do Anglii, a w 1942 r. osiadł w USA.